# Камерун (вулкан)
Камерун — активний стратовулкан, розташований на території департаменту Фако Південно-Західного регіону Республіки Камерун, в районі Гвінейської затоки. Входить до складу Камерунської лінії. Також відомий під назвою Фако (вищий з двох піків); місцеві жителі називають вулкан Монго ма Ндемі (Mongo ma Ndemi). Висота Камеруна становить 4040 метрів, що робить його найвищою вершиною країни і одним із найвищих вулканів Африки. У 2000 році відбулося величезне виверження.
Гора Камерун складена переважно базальтами, стоїть на докембрійських метаморфічних породах, перекритих крейдовими й четвертинними відкладами.
Першими з європейців побачили цей вулкан в 1472 році португальські моряки експедиції Фернандо По, яка відвідала ці місця в пошуках шляху до Індії навколо Африки.
Першим з європейців на вершину гори піднявся в 1861 році Річард Френсіс Бертон. У 1895 році на вулкан піднялася дослідниця Африки Мері Кінгслі.